# Selvotta
Selvotta è una frazione di Roma Capitale (zona "O" 81), situata in zona Z. XXIII Castel di Leva, nel territorio del Municipio Roma IX (ex Municipio Roma XII).
Sorge circa al ventiduesimo km di via Laurentina, sul lato est di questa, a circa 800 metri a est della frazione di Monte Migliore.

## Odonimia
Le strade di Selvotta sono dedicate a comuni della Campania, con l'esclusione di via di Selvotta, dedicata alla tenuta omonima.